# YOU游ランド
森林スポーツ公園YOU游ランド（しんりんスポーツこうえんゆうゆうランド）は、長野県上高井郡高山村にある健康増進のための村営のスポーツ施設。施設全体あるいは屋内温泉プールと日帰り温泉施設のある建物をYOU游ランドと呼ぶ。

## 概要
1993年5月に開業した温泉を中心とする村営のスポーツ福祉施設。高山村が1990年ふるさと創生事業での交付金をもとに、温泉の探査、掘削を開始し、地下800mで600リットル/分の温泉を探し当てたことが開設の契機となった。子どもから老人までスポーツを楽しめる施設で、年間を通じて水中運動教室を実施しているので成人の利用も多い。近くに高山村保健福祉総合センターちゃおるの森。
があり、診療所、障害者共同作業所、デイサービスセンターや老人ホームなど村の保健福祉施設が集中している。
- 水中ウォーキング、屋内温泉プール、トレーニングルーム
  - ウォータースライダー101m、温泉プール25m、ウォーキングプール他
- 展望・露天風呂
  - 温泉は信州高山温泉郷の一つで松川渓谷の最も下流にある。
  - カルシウム-ナトリウム・塩化物・硫酸塩温泉。摂氏49.2度。
- 屋内ゲートボール場2面
- シンボル広場　屋外ステージ
- マレットゴルフ場
- アスレチック広場
- 渓流広場
- ターゲット・バードゴルフ場
  - 全長876ｍ、18ホールパー72
- 食堂（民間）営業時間：11:00 - 19:00

## 料金等
- 定休日：毎週木曜日、12月29日 - 12月31日
- 営業時間：10時 - 21時（4月 - 10月）、10時 - 20時30分（11月 - 3月）
- 料金
  - 浴場：一般350円（小中学生250円）
  - プール：一般600円（小中学生300円）
  - ターゲット・バードゴルフ（冬期間休止）：一般500円（小中学生250円）

## 所在地
長野県上高井郡高山村大字牧73

## 交通アクセス
- 長野電鉄須坂駅から長電バス山田温泉方面行きにて「YOU游ランド」下車。
- 上信越自動車道須坂長野東ICから車で15分または小布施スマートICから車で10分。

## 周辺スポットなど
- 信州高山温泉郷
- 山田温泉
- 蕨温泉
- 福島正則屋敷跡
- 高山村歴史民俗資料館
- 歴史公園信州高山一茶ゆかりの里一茶館

## 参考
- 「広報たかやま縮刷版」高山村役場 平成5年
- 「館報たかやま縮刷版」高山村公民館 平成12年